# اولتیمو
اولتیمو (به ایتالیایی: Ultimo) یک منطقهٔ مسکونی در ایتالیا است که در تیرول جنوبی واقع شده‌است.

## خصوصیات
اولتیمو ۲۰۸٫۸ کیلومترمربع مساحت و ۲٬۹۳۴ نفر جمعیت دارد و ۱٬۱۹۰ متر بالاتر از سطح دریا واقع شده‌است.